# Liste der UCI Women’s Continental Teams 2022
Die Liste enthält die bei der UCI  registrierten UCI Women’s Continental Teams in der Saison 2022.
| Team-Name                                     | Land                   | UCI-Code |
| --------------------------------------------- | ---------------------- | -------- |
| AG Insurance-NXTG                             | Niederlande            | AGI      |
| Andy Schleck-CP NVST-Immo Losch               | Luxemburg              | ASC      |
| Arkéa Pro Cycling Team                        | Frankreich             | ARK      |
| Aromitalia Basso Bikes Vaiano                 | Italien                | VAI      |
| ATOM Deweloper Posciellux.pl Wrocław          | Polen                  | APW      |
| AWOL O’Shea                                   | Vereinigtes Königreich | AWO      |
| Be Pink                                       | Italien                | BPK      |
| Bingoal Casino-Chevalmeire-Van Eyk Sport      | Belgien                | BCV      |
| Bizkaia-Durango                               | Spanien                | BDU      |
| Born To Win G20 Ambedo                        | Italien                | BTW      |
| BTC City Ljubljana Scott                      | Slowenien              | BCL      |
| Cams-Basso                                    | Vereinigtes Königreich | CAT      |
| Canyon SRAM Generation                        | Deutschland            | CSG      |
| Ceratizit-WNT Pro Cycling Team                | Deutschland            | WNT      |
| China Liv Pro Cycling                         | Volksrepublik China    | GPC      |
| Cofidis Women Team                            | Frankreich             | COF      |
| Colombia Tierra de Atletas GW Shimano         | Kolumbien              | CPD      |
| DNA Pro Cycling Team                          | Vereinigte Staaten     | DNA      |
| Emotional.fr-Tornatech-GSC Blagnac VS31       | Kanada                 | ETB      |
| Eneicat-RBH Global                            | Spanien                | EIC      |
| GT Krush Tunap Pro Cycling                    | Niederlande            | GKT      |
| IBCT                                          | Irland                 | IBC      |
| Instafund Racing                              | Kanada                 | ILP      |
| Isolmant-Premac-Vittoria                      | Italien                | SBT      |
| Laboral Kutxa-Fundación Euskadi               | Spanien                | LKF      |
| Le Col Wahoo                                  | Vereinigtes Königreich | LEW      |
| Li Ning Star Ladies                           | Volksrepublik China    | LNL      |
| Lotto Soudal Ladies                           | Belgien                | LS       |
| Massi Tactic Women’s Team                     | Spanien                | MAT      |
| Multum Accountants Ladies Cycling Team        | Belgien                | MUL      |
| Parkhotel Valkenburg                          | Niederlande            | PHV      |
| Plantur-Pura                                  | Belgien                | PLP      |
| Rio Miera-Cantabria Deporte                   | Spanien                | RMC      |
| Roxsolt Liv SRAM                              | Australien             | RXS      |
| Servetto-Makhymo-Beltrami TSA                 | Italien                | SER      |
| Soltec Team                                   | Spanien                | STC      |
| Sopela Women’s Team                           | Spanien                | SWI      |
| St Michel-Auber 93                            | Belgien                | AUB      |
| Stade Rochelais Charente-Maritime             | Frankreich             | SRC      |
| Tashkent City Women Professional Cycling Team | Usbekistan             | TCW      |
| Team Coop-Hitec Products                      | Norwegen               | HPU      |
| Team Farto BCT                                | Spanien                | FAR      |
| Team Illuminate Women                         | Vereinigte Staaten     | ILU      |
| Team Mendelspeck                              | Italien                | MDS      |
| Thailand Women's Cycling Team                 | Thailand               | TWC      |
| Top Girls Fassa Bortolo                       | Italien                | TOP      |
| Torelli-Cayman Islands-Scimitar               | Irland                 | TOR      |
| Valcar-Travel & Service                       | Italien                | VAL      |
| WCC Team                                      | –––                    | WCC      |